# Eurovision Song Contest 1973
Der Eurovision Song Contest 1973 war der 18. Liederwettbewerb der europäischen Rundfunkanstalten Eurovision seit Beginn im Jahre 1956. Er fand am 7. April 1973 in Luxemburg statt, da im Jahr zuvor jenes Land mit Vicky Leandros gewonnen hatte und so das Recht besaß, die Veranstaltung durchzuführen. Der offizielle Titel in diesem Jahr lautete 18. Concours Eurovision de la Chanson. Moderiert wurde die Sendung von Helga Guitton, einer populären Moderatorin des deutschsprachigen Programms von Radio Luxemburg. Anne-Marie David, die für Luxemburg antrat, gewann den Wettbewerb mit dem Titel Tu te reconnaîtras.
Mit 129 von 160 möglichen Punkten (80,6 %) wurde die höchste erreichbare Punktzahl in der Geschichte des Eurovision Song Contests erzielt.

## Besonderheiten
Die Sicherheitsmaßnahmen wurde wegen der ersten Teilnahme Israels und des Attentats auf die Olympischen Spiele in München im Jahr zuvor verstärkt. So stand die israelische Teilnehmerin, Ilanit, unter ständigem Polizeischutz und die Fotografen im Saal wurden vor Beginn der Veranstaltung aufgefordert, zweimal die Saaldecke zu fotografieren, um zu beweisen, dass sie keine als Kamera getarnte Waffe mit sich führten. Auch ließ der Produktionsmanager vor der Veranstaltung das Publikum darüber informieren, beim Applaudieren sitzen zu bleiben, da aufgrund der erhöhten Sicherheitsstufe ansonsten die Gefahr des Erschießens durch die im Saal befindlichen Sicherheitskräfte bestünde.

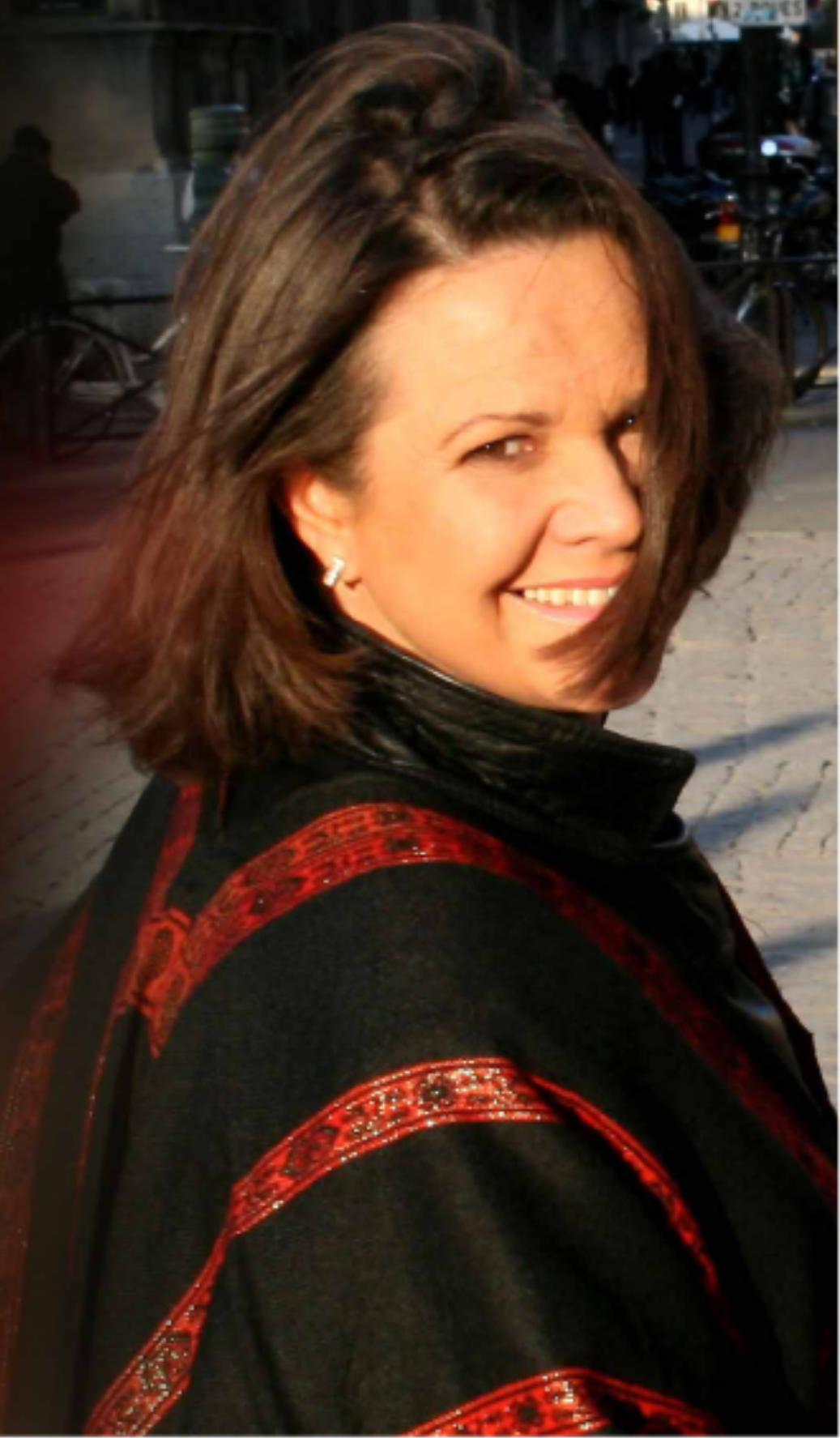
Interpretin des Siegertitels Anne-Marie David (2008)

Außerdem war das Ereignis durch einen Skandal um den spanischen Beitrag geprägt. Das Lied Eres tú wurde als Plagiat des jugoslawischen Beitrages von 1966 bezeichnet (Brez besed gesungen damals von Berta Ambrož). Dennoch wurde Eres tú nicht disqualifiziert.
Die Regel, dass jedes Teilnehmerland in der Landessprache zu singen habe, wurde 1973 aufgehoben. Von der neuen Sprachfreiheit machten jedoch nur Finnland, Schweden und Norwegen Gebrauch.

## Teilnehmer

Teilnehmende Länder
Länder, die bereits an einem früheren ESC teilgenommen hatten, aber nicht im Jahr 1973

Israel nahm in diesem Jahr am Eurovision Song Contest das erste Mal teil. Da Malta und Österreich aber nicht teilnahmen, gab es keinen neuen Teilnehmerrekord. Wie schon zuvor waren 17 Länder am Start.

### Wiederkehrende Interpreten
| Land                   | Interpret                   | Vorherige(s) Teilnahmejahr(e) |
| ---------------------- | --------------------------- | ----------------------------- |
| Belgien                | Claude Lombard (Begleitung) | 1968                          |
| Belgien                | Claude Lombard (Begleitung) | Begleitung: 1972              |
| Finnland               | Marion Rung                 | 1962                          |
| Italien                | Massimo Ranieri             | 1971                          |
| Vereinigtes Königreich | Cliff Richard               | 1968                          |

### Dirigenten
Im vorherigen Eurovision Song Contest wurde es den New Seekers noch verboten, aufgezeichnete Musik zu verwenden. Dieses Jahr war es das erste Mal gestattet, Musik vom Band für den Auftritt zu verwenden. Cliff Richard war der erste, der das nutzte. Bei seinem Auftritt kam eine vorher aufgenommene Rhythmus-Tonspur zum Einsatz – somit konnten die Fernsehzuschauer sehen, wie der Drummer im Hintergrund während seines Auftritts ruhig da sitzt. Jedes andere Lied wurde nur mit Live-Musik begleitet. Zudem war es das erste Mal in der Geschichte des Wettbewerbs, dass jeweils zwei Frauen das Orchester leiteten. Dies war lediglich wieder 1978 und 1985 der Fall. Folgende Personen leiteten das Orchester bei dem jeweiligen Land:
- Finnland – Ossi Runne
- Belgien – Francis Bay
- Portugal – Jorge Costa Pinto
- BR Deutschland – Günther-Eric Thöner
- Norwegen – Carsten Klouman
- Monaco – Jean-Claude Vannier
- Spanien – Juan Carlos Calderón
- Schweiz – Hervé Roy
- Jugoslawien – Esad Arnautalić
- Italien – Enrico Polito
- Luxemburg – Pierre Cao
- Schweden – Monica Dominique
- Niederlande – Harry van Hoof
- Irland – Colman Pearce
- Vereinigtes Königreich – David Mackay
- Frankreich – Jean Claudric
- Israel – Nurit Hirsh

## Abstimmungsverfahren
Es galt das gleiche Abstimmungsverfahren wie in den beiden Jahren zuvor. Jedes Land schickte zwei Juroren zum Wettbewerb, einer über, der andere unter 25 Jahren. Die Jurys mussten jedem Lied Punkte geben: mindestens einen Punkt, höchstens fünf Punkte.

## Platzierungen
| Platz | Startnr. | Land                   | Interpret                   | Lied Musik (M) und Text (T)                                                                     | Sprache                 | Übersetzung (Inoffiziell)                      | Punkte |
| ----- | -------- | ---------------------- | --------------------------- | ----------------------------------------------------------------------------------------------- | ----------------------- | ---------------------------------------------- | ------ |
| 01.   | 11       | Luxemburg              | Anne-Marie David            | Tu te reconnaîtras M: Claude Morgan; T: Vline Buggy                                             | Französisch             | Du wirst dich wiedererkennen                   | 129    |
| 02.   | 07       | Spanien                | Mocedades                   | Eres tú M/T: Juan Carlos Calderón                                                               | Spanisch                | Du bist                                        | 125    |
| 03.   | 15       | Vereinigtes Königreich | Cliff Richard               | Power to All Our Friends M/T: Guy Fletcher, Doug Flett                                          | Englisch                | Kraft an all unsere Freunde                    | 123    |
| 04.   | 17       | Israel                 | Ilanit אילנית               | Ey sham (אי שם) M: Nurit Hirsh; T: Ehud Manor                                                   | Hebräisch               | Irgendwo                                       | 097    |
| 05.   | 12       | Schweden               | Nova                        | You’re Summer – You Never Tell Me No M: Monica Dominique, Carl-Axel Dominique; T: Lars Forssell | Englisch                | Du bist der Sommer – du sagst mir niemals nein | 094    |
| 06.   | 01       | Finnland               | Marion Rung                 | Tom Tom Tom M/T: Rauno Lehtinen                                                                 | Englisch                | –                                              | 093    |
| 07.   | 05       | Norwegen               | Bendik Singers              | It’s Just a Game M: Arne Bendiksen; T: Bob Williams                                             | Englisch, Französisch a | Es ist bloß ein Spiel                          | 089    |
| 08.   | 04       | BR Deutschland         | Gitte                       | Junger Tag M: Günther-Eric Thöner; T: Stephan Lego                                              | Deutsch                 | –                                              | 085    |
| 08.   | 06       | Monaco                 | Marie                       | Un train qui part M: Bernard Liamis; T: Boris Bergman                                           | Französisch             | Ein Zug, der abfährt                           | 085    |
| 10.   | 03       | Portugal               | Fernando Tordo              | Tourada M: Fernando Tordo; T: José Carlos Ary dos Santos                                        | Portugiesisch           | Stierkampf                                     | 080    |
| 10.   | 14       | Irland                 | Maxi                        | Do I Dream M/T: Jack Brierlev, George F. Crosbie                                                | Englisch                | Träume ich?                                    | 080    |
| 12.   | 08       | Schweiz                | Patrick Juvet               | Je vais me marier, Marie M: Patrick Juvet; T: Pierre Delanoë                                    | Französisch             | Ich werde heiraten, Marie                      | 079    |
| 13.   | 10       | Italien                | Massimo Ranieri             | Chi sarà con te M: Enrico Polito, Gaetano Savio; T: Giancarlo Bigazzi                           | Italienisch             | Wer wird mit dir sein?                         | 074    |
| 14.   | 13       | Niederlande            | Ben Cramer                  | De oude muzikant M/T: Pierre Kartner                                                            | Niederländisch          | Der alte Musikant                              | 069    |
| 15.   | 09       | Jugoslawien            | Zdravko Čolić Здравко Чолић | Gori vatra Гори ватра M/T: Kemal Monteno                                                        | Serbisch                | Das Feuer brennt                               | 065    |
| 15.   | 16       | Frankreich             | Martine Clémenceau          | Sans toi M: Paul Koulak; T: Anne Grégory                                                        | Französisch             | Ohne dich                                      | 065    |
| 17.   | 02       | Belgien                | Nicole & Hugo               | Baby Baby M: Ignace Baert; T: Erik Marijsse                                                     | Niederländisch b        | –                                              | 058    |

## Punktevergabe
| Land | Abstimmungsergebnisse | Abstimmungsergebnisse | Abstimmungsergebnisse | Abstimmungsergebnisse | Abstimmungsergebnisse | Abstimmungsergebnisse | Abstimmungsergebnisse | Abstimmungsergebnisse | Abstimmungsergebnisse | Abstimmungsergebnisse | Abstimmungsergebnisse | Abstimmungsergebnisse | Abstimmungsergebnisse | Abstimmungsergebnisse | Abstimmungsergebnisse | Abstimmungsergebnisse | Abstimmungsergebnisse | Abstimmungsergebnisse |
| Land | Punkte                | FI                    | BE                    | PT                    | DE                    | NO                    | MC                    | ES                    | CH                    | YU                    | IT                    | LU                    | SE                    | NL                    | IE                    | UK                    | FR                    | IL                    |
| --- | --------------------- | --------------------- | --------------------- | --------------------- | --------------------- | --------------------- | --------------------- | --------------------- | --------------------- | --------------------- | --------------------- | --------------------- | --------------------- | --------------------- | --------------------- | --------------------- | --------------------- | --------------------- |
| Finnland | 093                   |                       | 9                     | 5                     | 6                     | 6                     | 5                     | 6                     | 6                     | 7                     | 2                     | 6                     | 7                     | 5                     | 5                     | 9                     | 4                     | 5                     |
| Belgien | 058                   | 4                     |                       | 3                     | 4                     | 3                     | 6                     | 6                     | 4                     | 4                     | 2                     | 4                     | 2                     | 3                     | 4                     | 5                     | 2                     | 2                     |
| Portugal | 080                   | 4                     | 6                     |                       | 5                     | 5                     | 4                     | 8                     | 8                     | 6                     | 3                     | 4                     | 2                     | 5                     | 4                     | 5                     | 6                     | 5                     |
| Deutschland | 085                   | 2                     | 5                     | 6                     |                       | 4                     | 5                     | 9                     | 7                     | 4                     | 3                     | 7                     | 6                     | 5                     | 6                     | 5                     | 7                     | 4                     |
| Norwegen | 089                   | 8                     | 5                     | 5                     | 6                     |                       | 7                     | 6                     | 7                     | 6                     | 5                     | 7                     | 3                     | 3                     | 3                     | 3                     | 6                     | 9                     |
| Monaco | 085                   | 6                     | 3                     | 2                     | 4                     | 3                     |                       | 6                     | 5                     | 9                     | 8                     | 6                     | 4                     | 5                     | 6                     | 9                     | 5                     | 4                     |
| Spanien | 125                   | 3                     | 8                     | 9                     | 9                     | 4                     | 9                     |                       | 8                     | 9                     | 10                    | 8                     | 7                     | 10                    | 10                    | 4                     | 9                     | 8                     |
| Schweiz | 079                   | 4                     | 3                     | 3                     | 4                     | 7                     | 5                     | 7                     |                       | 6                     | 4                     | 6                     | 3                     | 8                     | 7                     | 7                     | 2                     | 3                     |
| Jugoslawien | 065                   | 5                     | 3                     | 3                     | 4                     | 2                     | 5                     | 8                     | 6                     |                       | 2                     | 4                     | 2                     | 4                     | 5                     | 4                     | 4                     | 4                     |
| Italien | 074                   | 2                     | 5                     | 3                     | 5                     | 5                     | 5                     | 5                     | 7                     | 5                     |                       | 5                     | 5                     | 4                     | 4                     | 5                     | 5                     | 4                     |
| Luxemburg | 129                   | 6                     | 6                     | 8                     | 7                     | 8                     | 7                     | 6                     | 10                    | 9                     | 9                     |                       | 8                     | 9                     | 8                     | 10                    | 10                    | 8                     |
| Schweden | 094                   | 8                     | 4                     | 4                     | 5                     | 8                     | 5                     | 7                     | 9                     | 6                     | 5                     | 6                     |                       | 6                     | 5                     | 7                     | 4                     | 5                     |
| Niederlande | 069                   | 4                     | 4                     | 2                     | 5                     | 5                     | 4                     | 5                     | 5                     | 5                     | 4                     | 7                     | 3                     |                       | 5                     | 3                     | 6                     | 2                     |
| Irland | 080                   | 3                     | 7                     | 2                     | 4                     | 6                     | 6                     | 7                     | 5                     | 5                     | 5                     | 6                     | 5                     | 6                     |                       | 5                     | 4                     | 4                     |
| Vereinigtes Königreich                                                                                                 | 123                   | 9                     | 6                     | 6                     | 7                     | 7                     | 8                     | 4                     | 8                     | 8                     | 5                     | 10                    | 9                     | 10                    | 9                     |                       | 8                     | 9                     |
| Frankreich | 065                   | 4                     | 3                     | 2                     | 4                     | 4                     | 5                     | 5                     | 4                     | 7                     | 2                     | 3                     | 5                     | 5                     | 5                     | 5                     |                       | 2                     |
| Israel | 097                   | 6                     | 6                     | 5                     | 7                     | 5                     | 7                     | 4                     | 6                     | 7                     | 7                     | 8                     | 6                     | 6                     | 7                     | 5                     | 5                     |                       |
| Die Tabelle ist senkrecht nach der Auftrittsreihenfolge geordnet, waagerecht nach der chronologischen Punkteverlesung. |                       |                       |                       |                       |                       |                       |                       |                       |                       |                       |                       |                       |                       |                       |                       |                       |                       |                       |